# Málaga del Fresno (kommunhuvudort)
Málaga del Fresno är en kommunhuvudort i Spanien.   Den ligger i provinsen Provincia de Guadalajara och regionen Kastilien-La Mancha, i den centrala delen av landet, 60 km nordost om huvudstaden Madrid. Málaga del Fresno ligger 773 meter över havet och antalet invånare är 196.
Terrängen runt Málaga del Fresno är lite kuperad. Runt Málaga del Fresno är det ganska tätbefolkat, med 72 invånare per kvadratkilometer. Närmaste större samhälle är Guadalajara, 18,9 km söder om Málaga del Fresno. Trakten runt Málaga del Fresno består till största delen av jordbruksmark.